# Svenska Motorcykelklubben
Svenska Motorcykelklubben var en klubb för svensk motorcykelsport som bildades 1913. Medlemsantalet 1920 var 1 600. Den gick 1925 samman med Svenska Motorklubben.